# Frösunda församling
Frösunda församling var en församling i Stockholms stift och i Vallentuna kommun i Stockholms län. Församlingen uppgick 2006 i Vallentuna församling.

## Administrativ historik
Församlingen har medeltida ursprung. 
Den 1 januari 1952 (enligt beslut den 28 september 1951) överfördes församlingen från Uppsala stift och Seminghundra och Ärlinghundra kontrakt till Stockholms stift och Roslags västra kontrakt.

### Pastorat
- Medeltiden: Eget pastorat.
- Medeltiden till 1 januari 1962: Moderförsamling i pastoratet Frösunda och Kårsta.
- 1 januari 1962 till 1 januari 2006: Annexförsamling i pastoratet Vallentuna, Markim, Orkesta och Frösunda.[3][4]

## Kyrkoherdar
| Ämbetstid | Namn                 | Levnadstid | Övrigt          |
| --------- | -------------------- | ---------- | --------------- |
| 1318-1320 | Johannes Philippi    |            |                 |
| 1320      | Thomas               |            |                 |
| 1499      | Otto                 |            |                 |
| 1535      | Törre Hansson        |            |                 |
| 1551      | Niclis Birgersson    |            |                 |
| 1556      | Georgius             |            |                 |
| 1572      | Paulus Johannis      |            |                 |
| 1593-1598 | Jonas Nicolai        |            |                 |
| 1600      | Petrus Johannis      |            |                 |
| 1625      | Marcus Christophori  |            |                 |
| 1634-1642 | Daniel Christophori  |            |                 |
| 1652-1660 | Lars Tibelius        | -1660      | Kontraktsprost. |
| 1662-1682 | Georg Andreas Lejman | -1682      |                 |
| 1682-1709 | Anders Lejman        | -1709      |                 |
| 1711-1715 | Lars Sepelius        | 1659-1715  |                 |
| 1716-1729 | Martin Ratkind       | -1729      |                 |
| 1730-1764 | Lars Sepelius        | 1697-1764  |                 |
| 1765-1793 | Johan Claes Lindman  | 1714-1793  | Kontraktsprost. |
| 1794-1825 | Eric Johan Wallenius | 1738-1825  |                 |
| 1826-1834 | Eric Bäckberg        | 1781-1834  |                 |
| 1835-     | Eric Jacob Alner     | 1798-      |                 |

## Kyrkobyggnader
- Frösunda kyrka